# Мартин, Эрсен
Эрсен Мартин (тур. Ersen Martin; 23 мая 1979[…], Марктредвиц, Вунзидель-Фихтель — 19 марта 2024, Измир) — турецкий футболист, выступавший на позиции нападающего. В общей сложности он сыграл 256 игр и забил 73 гола в Турецкой Суперлиге за 12 сезонов, представляя десять разных клубов.

## Клубная карьера
Мартин родился в Марктредвице, ФРГ, и начал играть за «Нюрнберг». Его участие в Бундеслиге составило 20 минут в проигрышном гостевом матче против «Фрайбурга» (0:1) в сезоне 1998/1999. После этого единственного сезона он перешёл в Турцию, где выступал за «Бешикташ», «Сииртспор», «Гёзтепе», «Денизлиспор» и «Анкараспор».
В сезоне 2006/2007 Мартин представлял «Трабзонспор», завершив сезон восьмым лучшим бомбардиром лиги и помог своей команде финишировать четвертым, что было достаточным для квалификации в Кубок Интертото. В августе 2007 года у него была договоренность с испанским клубом «Рекреативо», но сделка в конечном итоге сорвалась, и он остался в «Трабзонспоре». В октябре вмешалась ФИФА и объявила Эрсена игроком испанской команды — у него было двойное гражданство, но этот статус изменился с изменениями в законах Германии в 2007 году, и в итоге он провел свой первый сезон за андалузцев в качестве иностранного игрока.
3 февраля 2008 года Мартин неудачно дебютировал за «Рекреативо», получив красную карточку через 8 восемь минут после выхода с замены в победном матче против «Севильи» (2:1). 27 апреля он впервые вышел в стартовом составе и забил первый гол за «Рекре», а также отдал голевую передачу на Хавьера Камуньяса в домашней победной игре против «Леванте» (2:0).
1 июля 2009 года Мартин подписал двухлетний контракт с «Сивасспором», положив конец слухам о том, что он присоединится к шотландскому «Харт оф Мидлотиан». 4 августа он забил свой первый официальный гол за клуб в третьем квалификационном раунде Лиги чемпионов, открыв счёт на 12-й минуте победного ответного матча против бельгийского «Андерлехта» (3:1).
После неудачной первой половины сезона 2009/2010 Мартин перешёл в «Манисаспор». В целом он закончил тот год без голов, а его команды расположились чуть выше зоны вылета (15-е и 14-е места).
С 2010 по 2012 года выступал за «Касымпашу» и «Генчлербирлиги». Карьеру футболиста завершил в 2013 году, играя в составе клуба «Эюпспор».

## Международная карьера
Дебют за национальную сборную Турции состоялся 18 августа 2004 года в проигрышном товарищеском матче против сборной Беларуси (1:2). Два года спустя Мартин сыграл ещё в двух товарищеских матчах.

## Личная жизнь и смерть
Младший брат Мартина, Эркан, также был футболистом. В мае 2022 года у Мартина случился разрыв аорты, и он оставался в больнице до своей смерти 19 марта 2024 года.